# Phoradendron ramiae
Phoradendron ramiae là một loài thực vật có hoa trong họ Santalaceae. Loài này được Rizzini miêu tả khoa học đầu tiên năm 1976.